# Ragione per cui
Ragione per cui (Memory Lane) è un film muto del 1926 scritto, prodotto e diretto da John M. Stahl.

## Produzione
Il film fu prodotto dalla Louis B. Mayer Productions

## Distribuzione
Distribuito dalla First National Pictures e presentato da Louis B. Mayer, uscì nelle sale cinematografiche statunitensi il 1º febbraio 1926. In Italia, fu distribuito dalla Goldwyn con i titoli Ragione per cui o La fidanzata rapita.